# Årre Kirke
Årre Kirke er sognekirke i Årre Sogn, beliggende lige nord for byen Årre, 13 kilometer øst for Varde. Den er opført omkring år 1100 - 1250.

## Historie
Selve kirken blev bygget i romansk stil. I 1758 blev klokketårnet ombygget i sengotisk stil af Tøger Reenberg Teilmann fra Endrupholm, som på dette tidspunkt ejede kirken. Teilmannslægten ejede kirken indtil 1930, hvor den blev købt af Årre menighedsråd. Derefter gennemgik kirken en omfattende restaurering, og fik sit nuværende udseende.
Prædikestolen er fra 1618, mens altertavlen kom til i 1931.